# Brett Speirs
Brett Speirs (* 5. Januar 1983 in Hamilton) ist ein ehemaliger neuseeländischer Eishockeyspieler, der seit 2013 bei den Canterbury Red Devils in der New Zealand Ice Hockey League spielt.

## Karriere
Brett Speirs begann seine Karriere als Eishockeyspieler bei den Southern Stampede, für die er 2005 in der damals neugegründeten New Zealand Ice Hockey League debütierte. Gleich in den ersten beiden Jahren konnte er mit seiner Mannschaft den neuseeländischen Meistertitel erringen. Nachdem er mit der Mannschaft aus Queenstown 2009, 2011 und 2012 jeweils Vizemeister wurde, wechselte er 2013 zum amtierenden Meister Canterbury Red Devils nach Christchurch, mit dem er umgehend erneut Meister wurde. Nachdem auch 2014 der Titelgewinn gelungen war, beendete er 2015 seine Karriere.

### International
Mit der neuseeländischen Nationalmannschaft nahm Speirs an den Weltmeisterschaften der Division II 2004, 2005, 2006, 2008, 2010, als er zum besten Spieler seiner Mannschaft gewählt wurde, 2011 und 2013 und der Division III 2007 und 2009, als er hinter dem Luxemburger Robert Beran zweitbester Scorer und gemeinsam mit dem Türken Emrah Özmen zweitbester Torschütze ebenfalls hinter Beran war und zudem als bester Stürmer des Turniers ausgezeichnet wurde, teil.

## Erfolge und Auszeichnungen
- 2005 Neuseeländischer Meister mit Southern Stampede
- 2006 Neuseeländischer Meister mit Southern Stampede
- 2007 Aufstieg in die Division II bei der Weltmeisterschaft der Division III
- 2009 Aufstieg in die Division II bei der Weltmeisterschaft der Division III
- 2009 Bester Stürmer bei der Weltmeisterschaft der Division III
- 2013 Neuseeländischer Meister mit den Canterbury Red Devils
- 2014 Neuseeländischer Meister mit den Canterbury Red Devils

## NZIHL-Statistik
(Stand: Ende der Saison 2015)